# Cryptopygus pseudominuta
Cryptopygus pseudominuta är en urinsektsart som beskrevs av Schött 1927. Cryptopygus pseudominuta ingår i släktet Cryptopygus och familjen Isotomidae. Inga underarter finns listade i Catalogue of Life.